# IX Congresso nazionale del Partito Comunista Cinese
Il IX Congresso del Partito Comunista Cinese si svolse a Pechino fra il 1º e il 24 aprile 1969, all'indomani del lancio della Rivoluzione culturale. A questo Congresso è fatto risalire il colpo di grazia inferto alla fazione di Liu Shaoqi e Deng Xiaoping, mentre rappresentò l'ascesa di Lin Biao.

## Svolgimento del Congresso
- Delegati: 1.512
- Membri del Partito: 22 milioni

Durante il Congresso, la stragrande maggioranza di delegati erano maoisti e sconfissero la fazione legata all'ex presidente della Repubblica, Liu Shaoqi, giudicata una fazione revisionista e appellata linea nera. Venne ribadita la necessità di perseguire la Rivoluzione culturale, applicazione della teoria della continuazione della rivoluzione sotto la dittatura del proletariato, colonna portante del maoismo. Jiang Qing e Lin Biao (due fra i sostenitori del lato più estremista della Rivoluzione culturale) entrarono nel Comitato Centrale; quest'ultimo in particolare venne inserito nello Statuto come compagno d'armi e successore del presidente Mao Zedong.
Alla prima sessione plenaria del Comitato Centrale, che si tenne il 28 aprile, Mao venne rieletto presidente, mentre Lin Biao divenne vicepresidente.

## Giudizio ufficiale cinese
Il Congresso si tenne in condizioni insolite per via delle sofferenze patite dal PCC durante la "rivoluzione culturale", i comitati provinciali del Partito, delle regioni autonome e le varie organizzazioni del Partito non erano state ristabilite o riorganizzate e la maggioranza dei membri del Partito non erano tornati a svolgere le regolari attività. Lin Biao presentò il rapporto politico, dove applicò la teoria della "continuazione della rivoluzione sotto la dittatura del proletariato", espose la formazione e l'importanza di questa teoria, sintetizzò l'attuazione della "rivoluzione culturale" sotto la guida di questa teoria, e in modo stravagante lodò le "grandi conquiste" ottenute con la "rivoluzione culturale". Nel nuovo Statuto del Partito adottato dal Congresso, Lin Biao venne inserito nel programma generale come "successore del compagno Mao Zedong". Il Congresso legittimizzò la teoria e la pratica della "rivoluzione culturale" e rafforzò la posizione di Lin Biao e Jiang Qing nel Comitato Centrale. Le linee ideologiche, politiche e organizzative del IX Congresso erano notevolmente sbagliate.
Nota bene: il giudizio è stato dato dalla fazione di Deng Xiaoping, oggi continuata dall'attuale Segretario Hu Jintao. I maoisti ritengono che il Congresso sia stata una grande vittoria della Rivoluzione culturale contro i nemici interni del Partito, visti appunto in Liu Shaoqi e Deng Xiaoping e nella loro fazione. Essi condannano comunque l'avvio della scalata al potere di Lin Biao, che successivamente tradirà Mao tentando un colpo di Stato contro di lui.